# Minareto Kalta Minor
Il minareto Kalta Minor (o Kaltaminâr), che significa "minareto corto" ma viene anche chiamato "minareto verde", è un minareto che si trova a Itchan Kala, la città murata di Khiva in Uzbekistan. È stato costruito nel 1852-1855.

## Architettura

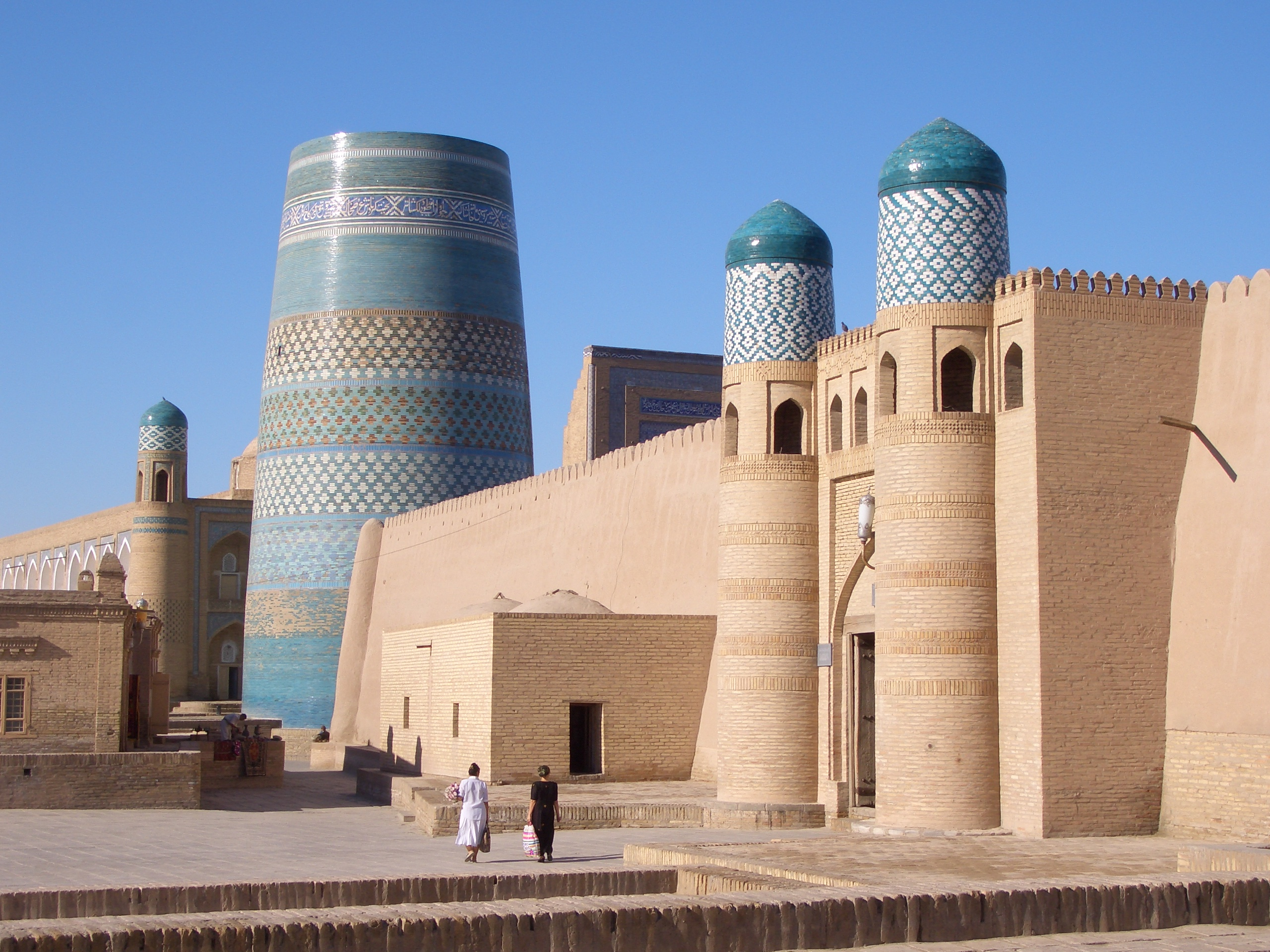
Vista del Kalta Minor

Il minareto è stato costruito su ordine del sovrano del Khanato di Khiva, Mohammed Amin Khan, che aveva l'intenzione di rendere il minareto il più alto dell'Oriente. Il suo diametro alla base è di 14,2 metri. Doveva elevarsi tra i 70 e 80 metri di altezza, con una forma affusolata con il diametro decrescente. Tuttavia, il lavoro dovette fermarsi, mentre il minareto raggiunse i 29 metri di altezza. Si trova sul lato est della madrasa Mohammed Amin Khan (oggi hotel Khiva).
È riccamente ricoperto di smalto turchese con mattoni e maioliche dall'alto verso il basso, il che lo rende un esempio unico.

## Storia
Secondo lo storico di Khiva, Agakhi, la costruzione venne interrotta a causa della morte del Khan Mohammed Amin nel 1855. La leggenda vuole che l'emiro di Bukhara, aveva appreso che il Khan di Khiva stava costruendo un minareto di tali proporzioni, ne voleva far costruire uno altrettanto unico a Bukhara. Avrebbe ordinato ad un capomastro di Khiva di andare a Bukhara dopo la costruzione del primo minareto. Ma il Khan di Khiva ha avuto sentore della vicenda e ha ordinato di uccidere il primo capomastro quando il minareto è stato completato. L'architetto, dopo essere stato informato, fuggì subito, lasciando l'opera incompiuta.
In realtà, il lavoro venne interrotto perché il minareto sarebbe crollato se fosse stato elevato ancora.